# Zack Silva
Zack Silva (Orcas Island, Washington, 9 de Maio de 1980) é um ator estadunidense, mais conhecido por ter interpretado Alex Thomas na telenovela Desire. Outros trabalhos notáveis incluem o filme Ray of Sunshine e a soap opera Days of Our Lives. 